# Kap Verde vid världsmästerskapen i friidrott 2023
Kap Verde tävlade vid världsmästerskapen i friidrott 2023 i Budapest i Ungern mellan den 19 och 27 augusti 2023.

## Resultat
Kap Verdes trupp bestod av en idrottare.

### Herrar
Gång- och löpgrenar
| Idrottare     | Gren        | Försöksheat | Försöksheat | Final            | Final            |
| Idrottare     | Gren        | Resultat    | Placering   | Resultat         | Placering        |
| ------------- | ----------- | ----------- | ----------- | ---------------- | ---------------- |
| Samuel Freire | 5 000 meter | 14.03,14    | 40          | Gick inte vidare | Gick inte vidare |